# Нетребенко Анатолій Дмитрович
Анатолій Дмитрович Нетребенко (6 травня 1930, П'ятихатки — 2 липня 1994, Одеса) — радянський та український звукооператор.

## Життєпис
Народився 6 травня 1930 року у місті П'ятихатки Дніпропетровської області.
Навчався у Дніпропетровському індустріальному технікумі.
У 1955 році закінчив електроакустичний факультет КПІ (до 1953 — Київський інститут кіноінженерів).
З 1955 року звукооператор Одеської кіностудії художніх фільмів.
Був членом Спілки кінематографістів України. Помер 2 липня 1994 року в Одесі.

## Фільмографія
Оформив картини:
- «Пе-коптьор» (1956)
- «Як посварились Іван Іванович з Іваном Никифоровичем» (1958)
- «Степові світанки» (1959)
- «Таємниця» (1963, у співавт.)
- «Молодий» (1963)
- «Ескадра повертає на захід» (1965)
- «Товариш пісня», «Аннета» (1966)
- «Вертикаль» (1967, у співавт. з Г. Коненкіним)
- «Тиха Одеса», «Останнє пасмо» (1968)
- «Небезпечні гастролі», «Увага, цунамі!» (1969)
- «Між високими хлібами» (1970, у співавт. з В. Фролковим)
- «Зухвалість» (1971)
- «Юлька» (1972)
- «Легка вода» (1972, т/ф)
- «До останньої хвилини», «Кожен день життя» (1973)
- «Блакитний патруль» (1974, т/ф)
- «Мої любі» (1975)
- «Весна двадцять дев'ятого» (1975, т/ф)
- «Дарунок долі» (1977)
- «Де ти, Багіро?» (1977)
- «Місце зустрічі змінити не можна» (1979)
- «Хліб дитинства мого», «Багряні береги» (1979)
- «Сто радощів, або книга великих відкриттів» (1981)
- «Жіночі радощі й печалі» (1982)
- «Що у Сеньки було» (1984)
- «Дій за обставинами!..» (1984)
- «Данило — князь Галицький» (1987)
- «Кримінальний талант» (1988)
- «Приморський бульвар» (1988)
- «Заручниця» (1990)
- «Любов. Смертельна гра...» (1991)
- «Людина в зеленому кімоно»
- «Оголена в капелюсі»
- «Фанат-2» (1990)
- «Повітряний поцілунок» (1991)
- «Секретний ешелон»
- «Чоловіча компанія» (1993) та ін.